# Mia Lyhne
Mia Lyhne (født 6. juli 1971) er en dansk autodidakt skuespiller.
Lyhne er autodidakt efter flere forgæves forsøg på at blive optaget på Statens Teaterskole. Hun har en baggrund i teater- og sanggruppen på Vesterbro Ungdomsgård. Hun er siden 1996 tilknyttet Teater Grob, hvor hun har medvirket i flere forestillinger. På Bellevue Teatret har Mia Lyhne 1995-2000 spillet Kamomilla i Folk og røvere i Kardemomme by. Har desuden arbejdet med radio som studievært i Børneradio og i Radioteatret. Hun spiller rollen som Mia i TV 2 Zulus "Klovn". Har også optrådt i "Krøniken". Hun blev landskendt i TV2-programmet Vild med dans, hvor hun vandt finalen med sin partner Thomas Evers Poulsen den 4. juni 2005.
En musikgruppe ved navn M.I.A. Lyhne udgav i 2006 et nummer kaldet "Mia Lyhne", som var en form for hyldest til hende. Nummeret blev fremført live ved Zulu Awards 2007. Da der blev udskrevet folketingsvalg i 2007 meldte hun sig ind i Socialistisk Folkeparti og hun var med ved Villy Søvndals tale på valgaftenen.
I 2002 modtog hun en talentpris ved Årets Reumert for sin præstation i Udvidelsen af kampzonen på Det Kongelige Teater.
I 2013 modtog hun Ove Sprogøe Prisen.

## Filmografi
| År   | Film                            | Rolle                 |
| ---- | ------------------------------- | --------------------- |
| 1998 | Vildfarelser                    | Annabel               |
| 2002 | Udvidelse af kampzonen          | Catherine             |
| 2003 | De grønne slagtere              | Journalist            |
| 2004 | Forbrydelser                    | Tina                  |
| 2004 | Familien Gregersen              | Yvonne                |
| 2006 | Fidibus                         | Sidse (Kalles søster) |
| 2006 | Direktøren for det hele         | Heidi A.              |
| 2007 | Den sorte Madonna               | Liz                   |
| 2007 | Hjemve                          | Ulla                  |
| 2008 | Blå Mænd                        | AF dame               |
| 2009 | Camping                         | Connie Nielsen        |
| 2010 | Klovn: The Movie                | Mia Christensen       |
| 2010 | Smukke mennesker                | Vivian                |
| 2012 | Sover Dolly på ryggen?          | Siv                   |
| 2012 | Lærkevej - Til døden os skiller | Karina                |
| 2014 | Kolbøttefabrikken               | Anette                |
| 2014 | Krummerne - alt på spil         | Yrsas mor             |
| 2014 | All Inclusive                   | Tina                  |
| 2015 | Klovn Forever                   | Mia Christensen       |
| 2016 | Undercover                      | Grethe                |
| 2017 | Dan-Dream                       | Kit Andersen          |
| 2017 | Dræberne fra Nibe               | Gritt                 |
| 2018 | Julemandens datter              |                       |
| 2020 | Klovn The Final                 | Mia Christensen/Hvam  |
| 2020 | Lille sommerfugl                | Lis                   |

### Tv
| År                    | Serie                      | Rolle                                   |
| --------------------- | -------------------------- | --------------------------------------- |
| 1997                  | Kaos i opgangen            | Servitrice                              |
| 2002                  | Perforama                  | Charlotte & Bill Brother deltager       |
| 2003                  | Er du skidt, skat?         | Lisetta Antonbergsdöttir                |
| 2005-2009, 2018, 2021 | Klovn                      | Mia Christensen                         |
| 2005                  | Krøniken                   | Lisbet Knudsen                          |
| 2005                  | Vild med dans              | Dansede sammen med Thomas Evers Poulsen |
| 2007                  | Trio Van Gogh              | Anette Lauritsen                        |
| 2008                  | Album                      | Katja Rolsted                           |
| 2009                  | Stjernerne på slottet      | Medvirkede i sæson 1                    |
| 2011                  | Hjælp, det jul             | Birthe                                  |
| 2011                  | 4x1                        | Connie                                  |
| 2012                  | Outsider (mini-serie)      | Klasselærer                             |
| 2012                  | A-klassen                  | Camilla                                 |
| 2013                  | Europamestrene             | Flere forskellige roller                |
| 2013                  | Borgen                     | Dorte Brix                              |
| 2013                  | Valg i kommunen            | Apoteker                                |
| 2015                  | Panisk Påske               | Runes mor, Stine                        |
| 2015                  | Juleønsket                 | Charlotte                               |
| 2015-2016             | Backstage I & II           | Psykolog Bitten                         |
| 2017                  | Tinkas Juleeventyr         | Iben                                    |
| 2022                  | Julehjertets hemmelighed   | Rigmor                                  |
| 2023                  | Troldehjertets Hemmelighed | Rigmor                                  |

## Teater
- Den eneste ene (2012)
- Folk og røvere i Kardemomme by (1995-2000)